# Чирикалло, Никола
Никола Чирикалло (итал. Nicola Chiricallo; 2 декабря 1933, Бари, Италия - 6 марта 2004, Бари, Италия) — итальянский футболист и тренер.

## Карьера
Воспитанник клуба "Бари". Несколько лет Чирикалло провел в Серии А в "Лацио". Вместе с римским клубом футболист становился обладателем Кубке Италии. Не закрепившись на высшем уровне, игрок продолжил свою карьеру в низших лигах страны. Завершил свои выступления Чирикалло в "Матере". В этом же клубе он начал свою тренерскую карьеру.. В дальнейшем он работал с десятком итальянских команд, среди которых были "Лечче", "Беневенто" и "Реджина".
Последние годы жизни прожил в родном Бари. В марте 2004 года тренер скончался от сердечного приступа на 71-м году жизни.. В 2010 году по инициативе Национального союза ветеранов спорта муниципалитета Бари в честь Чирикалло был назван один из подъемов стадиона "Сан-Никола".

## Достижения
- Обладатель Кубка Италии (1): 1958.